# Појнор (Тексас)
Појнор (енгл. Poynor) град је у америчкој савезној држави Тексас. По попису становништва из 2010. у њему је живело 305 становника.

## Демографија
Према попису становништва из 2010. у граду је живело 305 становника, што је 9 (2,9%) становника мање него 2000. године.
| Група             | 2000.       | 2010.       |
| Белци             | 280 (89,2%) | 287 (94,1%) |
| Афроамериканци    | 17 (5,4%)   | 5 (1,6%)    |
| Азијати           | 0 (0,0%)    | 3 (1,0%)    |
| Хиспаноамериканци | 14 (4,5%)   | 7 (2,3%)    |
| Укупно            | 314         | 305         |